# Auto Zone
Az Auto Zone egy olcsó árkategóriás autós akciójáték, melyet a "Howlin MAD" álnevű Keith Harvey fejlesztett és "Players" márkanév alatt az Interceptor Micros adott ki 1987-ben Commodore 16-ra és Commodore Plus/4-re. A játékot 2021-ben a magyar Rajcsányi László portolta Game Boy Colorra.

## Alaptörténet
Egy rutin teherszállító küldetés során a jelfogóegység különös jelekre figyelmeztet, melyek életjelekre utalnak egy közeli holdon. Az információk és a szokásos protokoll alapján kötelességednek érzed, hogy utánajárj a dolognak. A holdat korábban már számos szonda próbálta feltérképezni, de egyik sem volt képes visszatérni, vagy akárcsak adatokat visszaküldeni, így veszélyesnek számít. További nehézség, hogy landolni csak a hold túloldali féltekén lehetséges, messze onnan, ahonnan az életjeleket fogtad.
Az XL-PROCON felszíni járműved segítségével igyekszel a jelek forrásának nyomára akadni. A hold felszíne a legalattomosabb, amit valaha láttál, de a fedélzeti számítógép szerint mindenképp át kell vágnod ezen a régión, ha teljesíteni akarod küldetésedet.

## Játékmenet
A megfelelő helyen és időzítéssel, a megfelelő (lassabb vagy gyorsabb) sebességgel lehet eredményesen leküzdeni az akadályokat. Maga a leírás is úgy fogalmaz, hogy a játékos csak saját magát hibáztathatja, ha elhalálozik egy elhibázott ugratásnál. A siker az ügyességtől és a gyors reagálóképességtől függ. Ha például az első kerekek nem a platform szélén vannak az ugratáskor, akkor nem fog sikerülni az átjutás. Minden szint végén lehetőség van a bónuszok jóváírására, mely kinézetre olyan, mintha egy pénzbedobós játékautomatán nyertél volna.

## Fogadtatás
A "What Poke?" szerint a játék "kötelező a C16 Plus 4 játékosoknak" és hogy "ezért az árért a grafika önmagában megéri és ez az a játék, amivel sokáig fogsz játszani." A grafika, az addiktivitás és a összes játékidő 76-78%-ot kapott, míg a játszhatóság 83%-ot.
A "Retro Gamer" szerint "a megnyerő grafika, a fülbemászó betétdal ne ringasson hamis biztonságérzetbe, akárcsak egy futó pillantás is az 'Auto Zone' felszíne alá, brutálisan kemény játékmenetet fed fel. (...) Ez a játék-mechanika nagyon könnyen és pillanatok alatt nagyon frusztráló lehet."